# Limnias ceratophylli
Limnias ceratophylli is een raderdiertjessoort uit de familie Flosculariidae. De wetenschappelijke naam van deze soort is voor het eerst geldig gepubliceerd in 1803 door Schrank.